# Aechmea purpureorosea
Aechmea purpureorosea är en gräsväxtart som först beskrevs av William Jackson Hooker, och fick sitt nu gällande namn av Heinrich Wawra. Aechmea purpureorosea ingår i släktet Aechmea och familjen Bromeliaceae. Inga underarter finns listade i Catalogue of Life.

## Bildgalleri

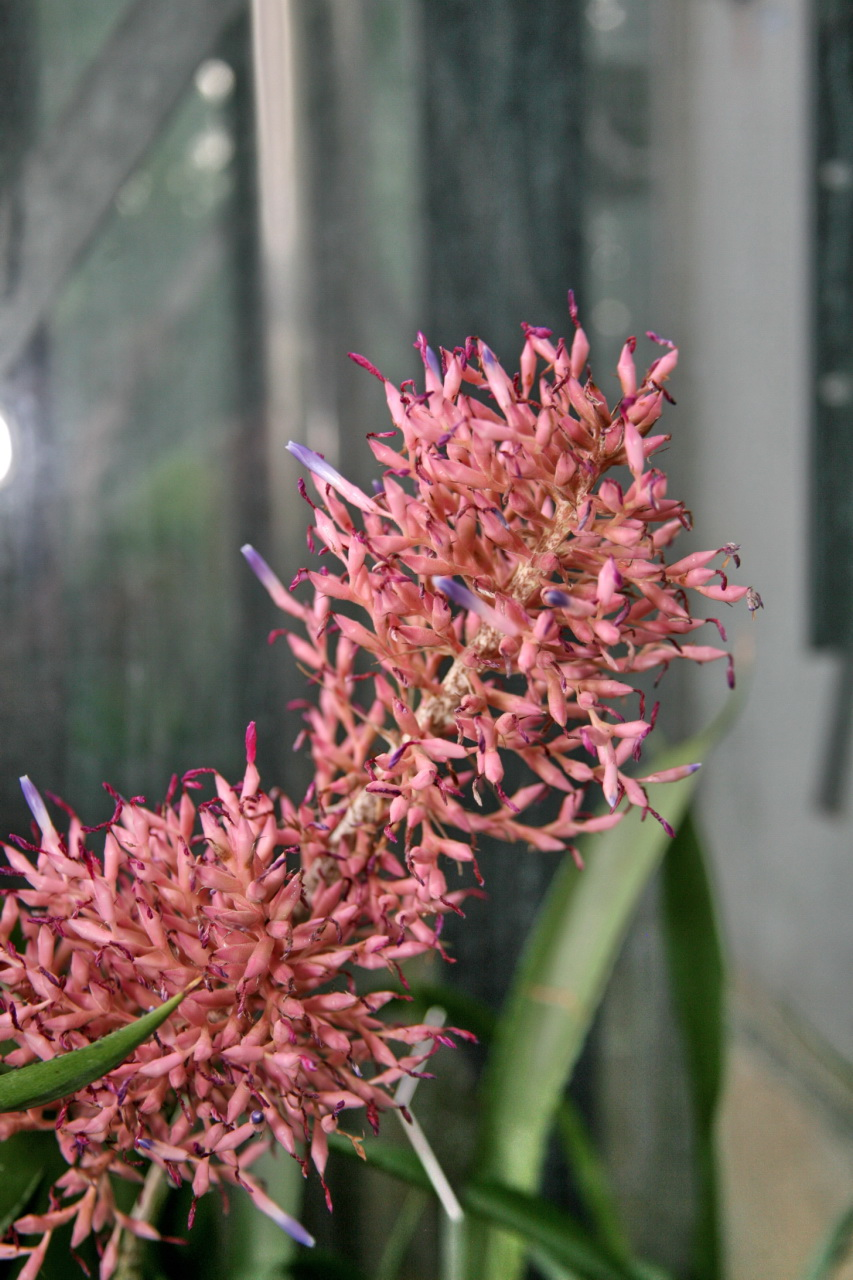